# Dawit Fikadu
Dawit Fikadu, född 29 december 1995, är en friidrottare från Bahrain. Han deltog vid olympiska sommarspelen 2020.